# Callomelitta wilsoni
Callomelitta wilsoni är en biart som beskrevs av Cockerell 1929. Callomelitta wilsoni ingår i släktet Callomelitta och familjen korttungebin. Inga underarter finns listade.